# 莱科明县
萊科明縣（英語：Lycoming County）是位於美国宾夕法尼亚州中北部的一個縣，面積3,221平方公里。根据美国普查局2020年的人口普查统计，共有人口11萬4,188人。县治威廉斯波特。該縣成立於1795年4月13日，縣名來自莱科明溪（德拉瓦語的意思是「多砂石的河」）──薩斯奎哈納河西支的支流之一。